# Ion Ciuntu
Ion Ciuntu (n. 5 decembrie 1954, Păulești, raionul Călărași, RSS Moldovenească, URSS) este un preot, teolog, prozator, publicist și fost deputat din Republica Moldova. Este parohul Bisericii „Sfânta Teodora de la Sihla” din Chișinău.

## Biografie
A absolvit Școala medie nr. 19 din Chișinău. A studiat la Seminarul Teologic din Odesa⁠(d) până în 1978, iar în 2004 a terminat studiile de masterat la Facultatea de Filosofie a Universității „Spiru Haret” din București. În 2014, a susținut teza de doctor în drept canonic la Universitatea „Ovidius” din Constanța.

### Activitate religioasă
Ion Ciuntu a fost protopop în circumscripțiile Cimișlia și Hâncești ale Episcopiei din Tighina. A alcătuit primul calendar creștin în limba română cu grafie latină în Basarabia postbelică. În prezent (2020), este parohul Bisericii „Sfânta Teodora de la Sihla” din Chișinău. De asemenea, este președintele Centrului de Spiritualitate și Cultură Creștin-Ortodox „Sfânta Teodora de la Sihla”. A declarat că a fost părintele spiritual al poetului Grigore Vieru. Către 2010, era președinte al Comisiei Cultură a Mitropoliei Basarabiei. Mai târziu, însă, a fost denunțat de Mitropolia Basarabiei pe motiv că Biserica al cărei paroh este nu se află în jurisdicția niciunei din mitropoliile oficiale din Republica Moldova, ci este înregistrată ca parte a unei inedite Mitropolii a Chișinăului și a Moldovei de Răsărit.

### Implicare politică
A fost deputat în primul parlament post-sovietic de la Chișinău, legislatura 1990-1994. În această calitate, a fost vicepreședinte al Comisiei pentru grațiere pe lângă Președinție, membru al Comisiei pentru elaborarea Constituției și membru al Comisiei parlamentare pentru cultură și culte. A candidat independent la alegerile parlamentare anticipate din 1994, reușind să acumuleze doar 0,03% din voturi.

### Activitate literară
Este membru al Uniunii Scriitorilor din Moldova din 2004, al Uniunii Scriitorilor din România din 2013 și al Uniunii Ziariștilor Profesioniști din România din 2014. Printre cărțile publicate de el se numără:
- În numele adevăratei credințe
- Dangăt de clopote (1999)
- Da la Tine vin și la Tine mă duc, Doamne (2000)
- Mărturisiri în alb și negru (2003)
- O corabie a mântuirii (2009)
- Nicușor, copil poznaș (2013)
- Așa cum l-am cunoscut pe Grigore Vieru (2013)
- Mi-i dor de firul de iarbă (2014)
- Născuți în zodia dragostei (roman, 2014)
- Rânduieli și norme canonice privind cultul bisericii ortodoxe (2016)
- Prin defileul cuvintelor (dicționar laic-creștin, 2019)
- În lumina cuvintelor (aforisme, 2019)

## Distincții
Pentru contribuția la Mișcarea de eliberare națională, a fost decorat în 2010 cu Ordinul Republicii de către Președintele Mihai Ghimpu. Alte premii și distincții conferite lui Ion Ciuntu sunt:
- 1996: Medalia „Meritul Civic” (1996)
- 2006: Diploma de excelență a Ambasadei României în Republica Moldova
- 2010: Premiul Salonului Internațional de Carte din Chișinău, pentru volumul O corabie a mântuirii
- 2014: titlul onorific „Om Emerit”
- 2014: Medalia „Grigore Vieru” a Academiei de Științe a Moldovei (AȘM)
- 2015: Medalia „Dimitrie Cantemir” a AȘM